# It's Nice to Be in Love Again
Chansons représentant l'Irlande au Concours Eurovision de la chanson
When
(1976) Born to Sing
(1978)
It's Nice to Be in Love Again (en français C'est agréable d'être à nouveau amoureux) est la chanson représentant l'Irlande au Concours Eurovision de la chanson 1977. Elle est interprétée par The Swarbriggs Plus Two.

## Eurovision
La chanson est sélectionne à l'issue de la présentation de huit chansons lors d'une émission télévisée le 20 février 1977 par une dizaine de jurys régionaux.
La chanson est la première de la soirée, précédant Une petite Française interprétée par Michèle Torr pour Monaco.
La chanson obtient 119 points et finit troisième des dix-huit participants.

### Points attribués à l'Irlande
| 12 points                                | 10 points        | 8 points                                | 7 points | 6 points              |
| ---------------------------------------- | ---------------- | --------------------------------------- | -------- | --------------------- |
| - Israël - Norvège - Royaume-Uni - Suède | - France - Grèce | - Italie - Luxembourg - Monaco - Suisse |          |                       |
| 5 points                                 | 4 points         | 3 points                                | 2 points | 1 point               |
| - Allemagne - Autriche                   | - Espagne        | - Belgique                              |          | - Pays-Bas - Portugal |